# Rosen (Pazardzjik)
Rosen (bulgariska: Росен) är ett distrikt i Bulgarien. Det ligger i kommunen Obsjtina Pazardzjik och regionen Pazardzjik, i den centrala delen av landet, 100 km öster om huvudstaden Sofia.
Trakten runt Rosen består till största delen av jordbruksmark. Runt Rosen är det ganska tätbefolkat, med 192 invånare per kvadratkilometer.